# 이혜리 (배우)
이혜리(1990년 3월 15일 ~ )는 대한민국의 배우이다.

## 학력
- 동국대학교 연극학부

## 연기 활동

### 드라마
- 2012년 : KBS1 농촌드라마 《산 너머 남촌에는 2》 ... 마동숙 역
- 2011년 : JTBC 일일드라마 《여자가 두번 화장할 때》
- 2010년 : KBS2 드라마 스페셜 《락 락 락》